# Zelda Williams
Zelda Rae Williams (Nova Iorque, 31 de julho de 1989) é uma atriz americana, e filha de Marsha Garces e do falecido ator e comediante Robin Williams.

## Vida pessoal
Williams nasceu na cidade de Nova Iorque, e é filha de Robin Williams e sua segunda esposa, Marsha Garces Williams. Robin Williams afirmou que ele colocou o nome por causa da Princesa Zelda da série do jogo eletrônico The Legend of Zelda. Sua mãe é descendente filipina e finlandesa.
A mais velha dos filhos de Robin Williams com sua segunda esposa, Zelda tem um meio-irmão mais velho, Zachary Pym Williams, e um irmão mais novo, Cody Alan Williams.[carece de fontes?]
Williams foi criada em San Francisco e atualmente reside em Los Angeles.
Recentemente Zelda atuou na série Dead of Summer produzida pela ABC Studios. A série estreou em 28 de junho de 2016 com 10 episódios. Em 8 de novembro de 2016, a série foi cancelada pela emissora Freeform.

## Filmografia
| Ano  | Título                       | Papel                          | Notas                                      |
| ---- | ---------------------------- | ------------------------------ | ------------------------------------------ |
| 1994 | In Search of Dr. Seuss       | Daughter                       | Filme para televisão                       |
| 1995 | Nine Months                  | Little Girl #3 em Ballet Class |                                            |
| 2004 | House of D                   | Melissa                        |                                            |
| 2008 | Were the World Mine          | Frankie                        |                                            |
| 2009 | Don't Look Up                | Matya                          |                                            |
| 2010 | See You on the Other Side    | Zoey Meola                     | Curta-metragem                             |
| 2010 | Jezuz Loves Chaztity         | Chaztity                       | Curta-metragem                             |
| 2010 | Detention                    | Sara                           |                                            |
| 2011 | Stupid Questions             | Lucy                           | Curta-metragem                             |
| 2012 | A Beer Tale                  | Kelly                          |                                            |
| 2012 | Noobz                        | Rickie                         |                                            |
| 2012 | Checked Out                  | Marissa                        | Episódios: "1.1", "1.2", "1.3", "1.4"      |
| 2013 | Teen Wolf                    | Caitlin                        | 3x03 e 3x16                                |
| 2013 | Never                        | Nikki                          | Pós-produção                               |
| 2014 | The Legend of Korra          | Kuvira (voz)                   | Livro Três, Episódios: 8, 12; Livro Quatro |
| 2015 | Teenage Mutant Ninja Turtles | Mona Lisa (voz)                |                                            |
| 2015 | King's Quest (2015)          | Amaya Blackstone (voz)         | Jogo Eletrônico                            |
| 2016 | Dead of Summer               | Drew Reeves                    | Série                                      |